# 無敵破壞王2：網路大暴走
《無敵破壞王2：網路大暴走》是一部於2018年上映的美國3D電腦動畫喜劇片，由華特迪士尼動畫工作室製作。電影為2012年電影《無敵破壞王》的續集，迪士尼經典動畫長片系列第57部作品。主要配音員包括約翰·C·萊利、莎拉·席佛曼、蓋兒·加朵、泰拉姬·P·漢森、傑克·麥克布萊爾、珍·林奇、艾倫·圖克、艾佛烈·蒙利納和艾德·奧尼爾。
電影於2018年11月6日在埃爾卡皮坦劇院進行全球首映禮，並於2018年11月21日在美國院線上映，並由華特迪士尼影業發行。該片亦成為自1990年《地下拯救者》時隔28年後迪士尼首部在院线上映的非皮克斯續集動畫電影。

## 劇情
破壞王雷夫和雲妮露·凡史威茲自從六年前的遊戲世界冒險後一直保持著形影不離的摯友關係，在遊戲廳晚上的關門期間幾乎每分每秒都在一起玩樂。當雷夫享受著他現在的美好生活時，雲妮露卻厭倦她毫無變化的遊戲賽道，期望她生活中能出現一些新事物。雷夫為了讓雲妮露開心，趁第二天賽車時為她開拓一條新的額外賽道。雲妮露迫不及待地開車去嘗試時，卻不慎讓遊戲的玩家脫離遊戲控制，最後導致玩家為了修正，用力過猛之下弄斷遊戲方向盤。由於製作甜蜜衝刺遊戲的公司已倒閉多年，遊戲廳老闆立瓦也買不起eBay上僅剩的一個替代方向盤，他只好拔掉甜蜜衝刺遊戲的插座，讓雲妮露等所有逃出去的遊戲人物無家可歸。雲妮露為此相當沮喪，雷夫在同一天晚上跟阿修一番交谈後，決定跟雲妮露透過立瓦新安裝的Wi-Fi路由器，到互聯網上買下方向盤。
雷夫和雲妮露等到路由器設置完成一刻到達互聯網，透過搜索引擎搜尋王導引到eBay的網站，以隨便叫出的$27,001的高價而成功買下方向盤。但兩人因身上沒有錢可支付，且被告知物品在24小時內不結賬則會被退回，急需用錢的兩人決定找資訊站在網站外的彈窗廣告阿利，其介紹他們一個快速獲得所需資金的工作：進入多人網絡賽車遊戲《致命關頭》（Slaughter Race）中偷取一輛炙手可熱的賽車。雷夫和雲妮露來到遊戲中雖然偷走賽車，但在即將逃出遊戲時被遊戲人物兼賽車的主人神力攔下來。神力相當欣賞雲妮露的開車技術，告訴他們如果想賺錢也能透過拍網絡視頻，隨後建議他們去找視頻網站「巴滋」（BuzzzTube）的管理者讚讚姐。在網站中，讚讚姐得知神力為雷夫拍過的猙獰面貌短片已經在網絡上爆紅，於是介紹他以相似的方式拍更多的視頻集名气，乃至賺取到所需金額。
欣喜萬分的雲妮露加入讚讚姐的彈窗廣告一份子來出力，但雷夫不希望她回到致命關頭中，於是說服讚讚姐將雲妮露送至粉絲專頁的迪士尼網站。在那裡，雲妮露不慎被網站保安風暴兵追捕，情急之下躲入一眾迪士尼公主的休息室，她以自己也是公主的身份之下跟所有公主結為朋友，還學到透過歌聲來追尋夢想的真諦；這激勵雲妮露決心跟隨指引回到致命關頭中，認為這裡是她的夢想所在處。這時，雷夫不在意網絡上針對他視頻的無數差評，盡他所能賺取到所需資金後便拿來支付方向盤。雷夫買下方向盤後，發現雲妮露沒有過來聯絡，但他以靜音方式偷聽到雲妮露陪神力共處，談論到她想要從此留在致命關頭中，體驗這些她之前從未經歷過的挑戰。雷夫害怕雲妮露將離開他，透過阿利來到暗網獲取一種電腦病毒，企圖讓致命關頭變得沉悶而讓雲妮露回頭。
雷夫將病毒放入致命關頭後，病毒卻複製下雲妮露身上的“短路”漏洞後大量擴散，開始讓整個遊戲崩潰後自動關機重啟。雖然神力跟其他遊戲人物能夠隨著遊戲重啟而復原，但會隨著關機而被刪除的雲妮露到達出口前一度受困，直到被雷夫及時救出去而得救。雲妮露開始譴責是自己所致時，真正引發災難的雷夫，自責之下對她坦白是自己放的病毒。這讓雲妮露十分生氣，扯掉她六年前為雷夫做的英雄獎牌後扔掉，命令雷夫離她遠一點。而這時，病毒逃出致命關頭，複製到剛被朋友絕交的雷夫身上的“不安”漏洞後，在互聯網上大量散佈。因此，一大群只想「找回朋友」的雷夫分身開始大肆破壞互聯網，促使雷夫本人與雲妮露暫時和解後一起拯救互聯網。兩人拜託搜尋王查詢後，決定將所有分身引至防毒軟體區域中消滅掉，兩人搭上讚讚姐的飛行器開始引導工作。
但所有分身很快合體成為巨人，讓雷夫無法對敵牠，而雲妮露也準備向巨人投降。雷夫最終在眾人面前承認自己對朋友的强烈佔有欲，但他如今已希望讓雲妮露走她自己的道路，並學會「真正的友誼不會因分開而結束」。病毒巨人被說服後對此釋懷而解體，但被牠抓在手中的雷夫也開始墜落下去，站在正下方的所有迪士尼公主聯手作戰救下他。互聯網隨即恢復正常，雲妮露決定留在致命關頭，神力將雲妮露的代碼輸進遊戲中得以維持她的正常運行。雷夫經過這次冒險而學到新的友情價值，將摔成兩半的獎牌撿回來後分一半給雲妮露，兩人告別後到各自的新生活中。甜蜜衝刺得到新方向盤而重新運行，即便再無雲妮露作為可選角色。雷夫回去後開始花時間跟其他遊戲角色相處，同時經常跟雲妮露以視頻通話往來，不忘卻彼此的好友情，對生活的改變也從此放平心態。

## 配音员
| 配音                                | 配音                                           | 配音 | 配音 | 配音              | 角色                               |
| 美國                                | 臺灣                                           | 香港 | 中國大陸 | 日本              | 角色                               |
| ----------------------------------- | ---------------------------------------------- | --- | --- | ----------------- | ---------------------------------- |
| 约翰·C·赖利                         | 林谷珍                                         | 朱栢康 | 戴超行 | 山寺宏一          | 破壞王雷夫（Wreck-It Ralph）       |
| 莎拉·席爾蔓                         | 曾詩淳                                         | 麥智鈞 | 張琦 | 諸星堇            | 雲妮露（Vanellope）                |
| 盖尔·加朵                           | 錢欣郁 郭惟晨（唱）                            | 顧詠雪 | 周帥 | 菜菜绪            | 神力（Shank）                      |
| 泰拉姬·P·漢森                       | 汪世瑋                                         | 鄭裕玲 | 武向彤 | 浅野麻由美        | 讚讚姐（Yesss）                    |
| 傑克·麥克布萊爾                     | 王辰驊                                         | 游學修 | 曹真 | 花輪英司          | 阿修（Felix）                      |
| 珍·林奇                             | 王華怡                                         | 邵美君 | 黃鶯 | 田村聖子          | 卡轟（Calhoun）                    |
| 艾倫·圖克                           | How How                                        | | 張欣 | 野中秀哲          | 搜尋王（KnowsMore）                |
| 阿尔弗雷德·莫里纳                   | 陳幼文                                         | | 程玉珠 | 廣田稔            | 雙頭丹（Double Dan）               |
| 阿尔弗雷德·莫里纳                   | 使用原音                                       | 使用原音 | 使用原音 | 使用原音          | 小小丹（Little Dan）               |
| 艾德·奥尼尔                         | 孫中台                                         | | 程玉珠 | 高岡瓶瓶          | 立瓦先生（Mr. Litwak）             |
| 比爾·哈德                           | 夏治世                                         | 林澤群 | 劉聖博 | 上田燿司          | 廣告阿力（J.P. Spamley）           |
| 約翰·迪·馬吉歐                      | 馬伯強                                         | | 程玉珠 | 井川秀榮          | 亞瑟（Arthur）                     |
| 寶蜜拉·雷伯爾                       | 李直平                                         | 林司聰 | 吳曉蕾 | 鷲津名都江        | 白雪（Snow White）                 |
| 珍妮弗·哈尔                         | 陳季霞                                         | 杜雯惠 | 劉暢韻 | 鈴木順子          | 仙度瑞拉（Cinderella）             |
| 凱特·哈金斯                         | 薛晴                                           | | 王儷樺 | 鈴木真由美        | 奧蘿拉（Aurora）                   |
| 茱蒂·班森                           | 劉小芸 吴以悠（唱）                            | | 劉暢韻 | 小此木麻里        | 愛麗兒（Ariel）                    |
| 佩琪·奧哈拉                         | 劉小芸                                         | 郭碧珍 | 季冠霖 | 平川惠            | 貝兒（Belle）                      |
| 琳達·拉金斯                         | 莫莉                                           | | 吳曉蕾 | 麻生香穗里        | 茉莉（Jasmine）                    |
| 艾琳·貝達德                         | 陳貞伃                                         | | 邱秋 | 土居裕子          | 寶嘉康蒂（Pocahontas）             |
| 溫明娜                              | 劉小芸                                         | 郭碧珍 | 季冠霖 | 鈴木真由美        | 木蘭（Mulan）                      |
| 安尼卡·尼諾·羅斯                    | 汪世瑋                                         | | 张喆 | 鈴木穗香          | 蒂安娜（Tiana）                    |
| 曼迪·穆尔                           | 穆宣名                                         | 李蔓宜 | 张喆 | 中川翔子          | 樂佩（Rapunzel）                   |
| 凱莉·麥當勞                         | 陳貞伃                                         | | 季冠霖 | 大島優子          | 梅莉達（Merida）                   |
| 克麗絲丁·貝爾                       | 曾詩淳                                         | 糖妹 | 張安琪 | 神田沙也加        | 安娜（Anna）                       |
| 伊迪娜·曼佐                         | 劉小芸                                         | 黃紫藍 | 周帥 | 松隆子            | 艾莎（Elsa）                       |
| 奧莉伊·卡拉瓦爾侯                   | 曾詩淳                                         | 蘇麗珊 | 閻萌萌 | 屋比久知奈        | 莫娜（Moana）                      |
| 羅傑·克雷格·史密斯                  | 賴緯                                           | | 馬洋 | 金丸淳一          | （Sonic the Hedgehog）             |
| 莫里斯·拉梅奇                       | 夏治世                                         | 黎景全 | 劉北辰 | 辻親八            | 泰伯（Tapper）                     |
| 布拉德·加雷特                       | 周寧                                           | 周志輝 | 張雲明 | 石塚勇            | 屹耳（Eeyore）                     |
| 安東尼·丹尼爾斯                     | 張騰                                           | 梁健平 | Slayerboom | 岩崎博志          | C-3PO                              |
| 提姆·艾倫                           | 姜先誠                                         | 周志輝 | 程玉珠 | 所喬治            | 巴斯光年（Buzz Lightyear）         |
| 馮·迪索                             |                                                | 李建良 | 張云明 | 遠藤憲一          | 格鲁特（Groot）                    |
| 肖恩·加姆伯恩 丹尼爾·梅德頓（英國） | 王辰驊                                         | | | 山橋正臣          | 易寶（eboy）                       |
| 芙洛拉·伯格                         | 周寧                                           | | 張欣 | 青木崇            | 畢（Maybe）                        |
| 黄阿丽                              | 穆宣名                                         | 袁澧林 | | 大平鶩            | 費倫妮（Felony）                   |
| 提摩西·西蒙斯                       | 張騰                                           | 大J | 程玉珠 | 楠見尚己          | 屠夫小子（Butcher Boy）            |
| GloZell                             | 陳貞伃                                         | 杜小喬 | | 山賀晴代          | 小黛比（Little Debbie）            |
| 哈米許·布雷克                       | 賴緯                                           | 屎萊姆 | | 渡邊隼人          | 阿火（Pyro）                       |
| 里奇·摩尔 菲爾·強森                 | 馬伯強                                         | | | 辻井健吾 田島章寬 | 易貝拍賣員（eBay Auction）         |
| 柯瑞·伯頓                           | 楊少文                                         | | 高增志 | 宮崎敦吉          | 愛生氣（Grumpy）                   |
| 里奇·摩尔                           | 王希華                                         | 高翰文 | 劉北辰 | 青山穰            | 優格比爾（Sour Bill）              |
| 里奇·摩尔                           | 王希華                                         | | 劉北辰 | 廣田稔            | 桑吉爾夫（Zangief）                |
| 菲爾·強森                           | 馬伯強                                         | | 海帆 | 二又一成          | 警察（Surge Protector）            |
| 丹妮·费南德兹                       | 莫莉                                           | 譚杏藍 | | 合田繪利          | 她自己                             |
| 梅麗莎·維拉斯爾                     | 莫莉                                           | 袁澧林 | 吴迪 | 友近              | 太妃糖（Taffyta）                  |
| 傑米·艾曼                           | 陳貞伃                                         | | | 大島美幸          | 牛油小維斯（Rancis Fluggerbutter） |
| 凱蒂·勞斯                           | 陳貞伃                                         | 杜小喬 | 钟可 | 黑澤和子          | 烛光仙蜜（Candlehead）             |
| 科琳·巴林格 拉维·法德 蒂凡尼·赫瑞拉 | 張至超 孫若薇 曹鈞喬 許語庭 曹振晞 劉安 吳以悠 | Miss Hunny 屎嫂程程 司勳 蔥蔥 潘芳芳 葉嘉敏 溫卓妍 馬慧琪 鄭佩嘉 張君洳 葉康婷 陳穎欣 陸頌愚 賈澤麟 陳旭恆 蔡忠衛 陳振聲 黃文偉 林燕婷 陳健御 梁綺庭 莫子瑩 梁偉基 陳彥廷 梁成德 郭嘉碧 陳希敏 李楚翹 | 何佳易 钟可 梁依林 俞燕敏 程于琪 谢莹 马源菘 张佳佑 吴新越 赛畅 李希涵 高增志 昝思仪 马智 王近苏 金川 吴萧 岳定辉 许明明 王笑文 |                   | 其他角色（Cameos）                 |

## 流行文化客串和參考
與第一部電影類似，包括了一些視頻遊戲參考和客串演出，而本片加入了一些互聯網文化和各種迪士尼物業的特色，包括他們自己的電影、皮克斯電影、星際大戰系列、漫威漫畫和布偶歷險記。米老鼠、愛生氣、小飛象、屹耳、胡尼克、巴斯光年、杯麵、C-3PO、R2-D2、尤達、第一軍團帝國風暴兵、小格魯特、鋼鐵人和瑞克摇等等也將出現在電影中。
此外，已故漫威漫畫創辦人史丹·李以無對白方式客串電影。

## 製作
2012年10月，導演瑞奇·摩爾說，他和迪士尼有關於續集的想法，續集會讓角色探索網路遊戲和遊戲機遊戲。摩爾說，團隊成員和配音員都對續集持開放態度，他們相信他們已經“勉強看到”他們所設想的視頻遊戲世界。摩爾補充他計劃在續集中加入瑪利歐和《創：光速戰記》的角色。在2014年，作曲家亨利·傑克曼說續集的故事正在編寫中。2015年7月，約翰·C·萊利說他已簽約回歸聲演破壞王。
2016年3月24日，摩爾說續集仍在計劃中，他特別指出續集將包括瑪利歐，理由是“與任天堂有良好的關係”。2016年6月30日，華特迪士尼動畫工作室宣佈續集將在2018年3月9日上映，故事將重點放在“破壞王離開遊戲機，並將破壞互聯網”上。
2017年3月，續集片名正式公佈為《Ralph Breaks the Internet: Wreck-It Ralph 2》。另外，萊利、珍·林奇、傑克·麥克布萊爾和莎拉·席佛曼將回歸聲演自己的角色。摩爾回歸，並與首集聯合編劇菲爾·強斯頓一起執導電影，克拉克·斯潘塞回歸擔任製片人 。

### 插曲
| 版本                                                      | 版本                                                                 | 版本                                                 | 版本                 |
| 美国                                                      | 香港                                                                 | 臺灣                                                 | 中国大陆             |
| --------------------------------------------------------- | -------------------------------------------------------------------- | ---------------------------------------------------- | -------------------- |
| A Place Called Slaughter Race 演唱：莎拉·席爾蔓 盖尔·加朵 | 撕杀赛车 演唱：麥智鈞 顧詠雪 梁偉基 李楚翹 陳希敏 郭嘉碧 陳彥廷 梁成德 | 致命关头 演唱：曾詩淳 郭惟晨 韓卓軒 林美滿 蕭蔓萱 謝文德 | 狂暴飙车 演唱：張琦 周帥 |
| Never Gonna Give You Up                                   |                                                                      |                                                      |                      |
| 演唱：約翰·C·萊利                                         | 演唱：朱栢康                                                         | 演唱：林谷珍                                         | 演唱：戴超行         |

## 發行
2016年6月30日，華特迪士尼動畫工作室最初宣佈續集將在2018年3月9日上映。然而在2017年4月，電影延遲至2018年11月21日以3D、2D和IMAX 3D格式上映，原檔期改為《時間的皺摺》。

### 評價
爛番茄根據265條評論，持有88%的新鮮度，平均得分7.33／10。在Metacritic上，電影獲得了71分。據CinemaScore調查，觀眾的評價在A+至F落於「A-」。

### 市場營銷
電影的新海報於2018年2月26日發布。兩天後，電影前導預告片於2018年2月28日發布，在24小時內獲得超過450萬次觀看。第二部預告片於2018年6月4日發布，預告包含傻瓜龐克的〈Harder, Better, Faster, Stronger〉。2018年7月，迪士尼將電影片名簡化為《Ralph Breaks the Internet》，但臺灣、香港及新加坡等地仍採英文前稱不變。

### 票房
台灣方面，首週四天票房為新台幣5157萬元，成為台灣影史迪士尼動畫開片紀錄；次週票房累計至新台幣9506萬元；第三週票房累計至新台幣1.13億元；第四週票房累計至新台幣1.22億元；最終全台票房為新台幣1.39億元。
中国大陆取得2.71亿人民币。北美票房为2亿美元。
| 上一届： 《怪獸與葛林戴華德的罪行》 | 2018年美國週末票房冠軍 第47-49週 | 下一届： 《蜘蛛人：新宇宙》     |
| 上一届： 《怪獸與葛林戴華德的罪行》 | 2018年台北週末票房冠軍 第48週    | 下一届： 《比悲傷更悲傷的故事》 |

## 外部連結
- 官方网站
- 互联网电影数据库（IMDb）上《無敵破壞王2：網路大暴走》的资料（英文）
- Box Office Mojo上《無敵破壞王2：網路大暴走》的資料（英文）
- Metacritic上《無敵破壞王2：網路大暴走》的資料（英文）
- 爛番茄上《無敵破壞王2：網路大暴走》的資料（英文）
- AllMovie上《無敵破壞王2：網路大暴走》的资料（英文）
- 開眼電影網上《無敵破壞王2：網路大暴走》的資料（繁體中文）
- 豆瓣电影上《無敵破壞王2：網路大暴走》的資料 （简体中文）
- 时光网上《無敵破壞王2：網路大暴走》的資料（简体中文）